# Discografia dei Dir En Grey
Questa pagina contiene la discografia dei Dir En Grey, un gruppo musicale giapponese visual kei fondato nel 1997.

## Album
| Anno | Titolo | Posizione massima | Posizione massima | Posizione massima | Posizione massima | Posizione massima | Note |
| Anno | Titolo | FIN               | JPN               | USA               | USA Heat.         | USA Ind.          | Note |
| ---- | --- | ----------------- | ----------------- | ----------------- | ----------------- | ----------------- | --- |
| 1999 | Gauze - Etichetta: Free-Will - Data di pubblicazione: 28 luglio 1999                                               | N/A               | 5                 | N/A               | N/A               | N/A               | - Album d'esordio - Molti brani prodotti da Yoshiki Hayashi                                                                     |
| 2000 | Macabre - Etichetta: Firewall/SMEJ - Data di pubblicazione: 20 settembre 2000                                      | N/A               | 4                 | N/A               | N/A               | N/A               | - Primo album con una major |
| 2002 | Kisou - Etichetta: Firewall/SMEJ - Data di pubblicazione: 30 gennaio 2002                                          | N/A               | 3                 | N/A               | N/A               | N/A               | |
| 2003 | Vulgar - Etichetta: Firewall/SMEJ, Gan-Shin - Data di pubblicazione: 10 settembre 2003                             | N/A               | 6                 | N/A               | N/A               | N/A               | - Released in Europe |
| 2005 | Withering to Death. - Etichetta: Firewall/SMEJ, Gan-Shin, Warcon/Fontana - Data di pubblicazione: 9 marzo 2005     | 31                | 8                 | –                 | 42                | –                 | - First release in Europe and United States                                                                                     |
| 2007 | The Marrow of a Bone - Etichetta: Firewall/SMEJ, Gan-Shin, Warcon/Fontana - Data di pubblicazione: 7 febbraio 2007 | –                 | 7                 | –                 | 8                 | 21                | - Pubblicato in Europa e Stati Uniti - Include arrangiamenti acustici                                                           |
| 2008 | Uroboros - Etichetta: Firewall/SMEJ, Gan-Shin, The End - Data di pubblicazione: 12 novembre 2008                   |                   | 4                 | 114               | 1                 | 9                 | - Pubblicato in Europa e Stati Uniti                                                                                            |
| 2011 | Dum Spiro Spero - Etichetta: Firewall/SMEJ, Okami, The End - Data di pubblicazione: 2 agosto 2011                  |                   | 4                 | 135               | 2                 | 22                | - Disponibile in due edizioni, CD and CD+DVD+2-LP                                                                               |
| 2014 | Arche - Etichetta: Firewall/SMEJ, Okami - Data di pubblicazione: 10 dicembre 2014                                  | -                 | 4                 | -                 | -                 | -                 | - Uscito in Europa; Uscito digitalmente negli Stati Uniti - Disponibile in tre edizioni: CD; 2-CD; 2-BluSpec CD + DVD o Blu-ray |

## Extended play
| Anno | Titolo                                                                      | Posizione massima | Posizione massima | Posizione massima | Posizione massima | Note                  |
| Anno | Titolo                                                                      | FIN               | JPN               | USA Heat.         | USA Ind.          | Note                  |
| ---- | --------------------------------------------------------------------------- | ----------------- | ----------------- | ----------------- | ----------------- | --------------------- |
| 1997 | MISSA - Etichetta: Free-Will - Data di pubblicazione: 25 luglio 1997        | N/A               | –                 | N/A               | N/A               | - Prima pubblicazione |
| 2002 | Six Ugly - Etichetta: Firewall/SMEJ - Data di pubblicazione: 31 luglio 2002 | N/A               | 9                 | N/A               | N/A               |                       |

## Singoli
| Anno | Titolo                                                             | Posizione massima | Posizione massima | Note                        | Album |
| Anno | Titolo                                                             | JPN               |                   | Note                        | Album |
| ---- | ------------------------------------------------------------------ | ----------------- | ----------------- | --------------------------- | --- |
| 1998 | Jealous                                                            | N/A               | 38                |                             | Non presente in alcun album |
| 1998 | -I'll-                                                             | N/A               | 9                 |                             | Non presente in alcun album |
| 1999 | Akuro no Oka                                                       | N/A               | 7                 | - Pubblicazione simultanea  | Gauze |
| 1999 | Yurameki                                                           | N/A               | 5                 | - Pubblicazione simultanea  | Gauze |
| 1999 | -Zan-                                                              | N/A               | 6                 | - Pubblicazione simultanea  | Gauze |
| 1999 | Cage                                                               | N/A               | 8                 |                             | Gauze |
| 1999 | Yokan                                                              | N/A               | 6                 |                             | Gauze |
| 2000 | Myaku                                                              | N/A               | 8                 |                             | Macabre |
| 2000 | [KR] Cube                                                          | N/A               | 6                 |                             | Macabre |
| 2000 | Taiyou no Ao                                                       | N/A               | 7                 |                             | Macabre |
| 2001 | Ain't Afraid to Die                                                | N/A               | 7                 |                             | Non presente in alcun album |
| 2001 | Filth                                                              | N/A               | 6                 |                             | Kisou |
| 2001 | Jessica                                                            | N/A               | 12                |                             | Kisou |
| 2001 | Embryo                                                             | N/A               | 9                 |                             | Kisou |
| 2002 | Child Prey                                                         | N/A               | 8                 | - First live B-sides        | Vulgar |
| 2003 | Drain Away                                                         | N/A               | 8                 |                             | Vulgar |
| 2003 | Kasumi                                                             | N/A               | 7                 |                             | Vulgar |
| 2004 | The Final                                                          | N/A               | 9                 |                             | Withering to Death. |
| 2004 | Saku                                                               | N/A               | 6                 |                             | Withering to Death. |
| 2005 | Clever Sleazoid                                                    | 15                | 10                |                             | The Marrow Of A Bone |
| 2006 | Ryoujoku no Ame                                                    | –                 | 7                 |                             | The Marrow Of A Bone |
| 2006 | Agitated Screams of Maggots                                        | –                 | 4                 |                             | The Marrow Of A Bone |
| 2007 | Dozing Green                                                       | –                 | 3                 | - First Re-recorded B-sides | Uroboros |
| 2008 | Glass Skin                                                         | –                 | 6                 |                             | Uroboros |
| 2009 | Hageshisa to, Kono Mune no Naka de Karamitsuita Shakunetsu no Yami | –                 | 2                 |                             | Dum Spiro Spero |
| 2011 | Lotus                                                              | –                 | 5                 |                             | Dum Spiro Spero |
| 2011 | Different Sense                                                    | –                 | 5                 |                             | Dum Spiro Spero |
| 2011 | Tsumi to Batsu                                                     | –                 |                   | - Limited single            | B-side del singolo Different Sense con il titolo Tsumi to Kisei, pubblicato come singolo digitale con il titolo Tsumi to Batsu |
| 2012 | Rinkaku                                                            | –                 |                   |                             | |

## Raccolte
- Behind the Mask, Volume 2 (25 novembre 1997)
- Kai (改 -Kai-), (Remix Album) (22 agosto 2001)
- The Best of Taste of Chaos (24 gennaio 2006)
- The Family Values Tour 2006 CD (26 dicembre 2006)
- Decade 1998-2002 (19 dicembre 2007)
- Decade 2003-2007 (19 dicembre 2007)
- Romantist - The Stalin, Michiro Endo Tribute Album (9 dicembre 2010)
- UROBOROS [Remastered & Expanded] (11 gennaio 2012)

## Videografia
I Dir en grey hanno girato moltissimi video musicali, non solo per ogni singolo pubblicato, ma anche per canzoni contenute all'interno di album e poi non messe in vendita singolarmente. La maggior parte dei loro PV ("promotional video") sono stati girati dal regista Hiroyuki Kondō, che ha contribuito in maniera fondamentale allo sviluppo dell'immagine della band, accompagnandoli per tutta la loro carriera a partire già dai primissimi tempi (il primo titolo girato è stato infatti Ash nel 1997).

### Video musicali
- Kaede ~If Trans...~ (「楓」～if trans･･･～, 15 gennaio 1998)
- Mousou Toukakugeki (妄想統覚劇, 7 ottobre 1998)
- Gauze -62045- (17 novembre 1999)
- Kimon (鬼門, 20 marzo 2002)
- Average Fury (29 giugno 2005)
- Average Psycho (27 luglio 2005)
- Average Blasphemy (27 ottobre 2009)

### Video live
- Mousou Kakugaigeki (妄想格外劇, 7 ottobre 1998)
- 1999.12.18 Osakajo Hall (16 febbraio 2000)
- Tour 00 >> 01 Macabre (25 luglio 2001)
- Rettou Gekishin Angya Final 2003 5 Ugly Kingdom (21 maggio 2003)
- Blitz 5 Days (3 marzo 2004)
- Tour 04 The Code of Vulgar[ism] (6 novembre 2004)
- Tour 05 It Withers and Withers (8 maggio 2006)
- The Family Values Tour 2006 DVD (26 dicembre 2006)
- Despair in the Womb (Febbraio 2007)
- In Weal or Woe (10 febbraio  2008)
- A Knot Of (2 febbraio 2009)
- Tour 08 The Rose Trims Again (28 aprile 2009)
- Tour 09 Feast of V Senses (Settembre 2009)
- Uroboros -With the Proof in the Name of Living...- At Nippon Budokan (26 maggio 2010)